# Djuptjärnen (Offerdals socken, Jämtland)
Djuptjärnen är en sjö i Krokoms kommun i Jämtland och ingår i Indalsälvens huvudavrinningsområde.